# جيمس موني
جيمس موني (بالإنجليزية: James Mooney)‏ هو عالم إنسان أمريكي، ولد في 10 فبراير 1861 في ريتشموند في الولايات المتحدة، وتوفي في 22 ديسمبر 1921 في واشنطن العاصمة في الولايات المتحدة.

## وصلات خارجية
- جيمس موني على موقع الموسوعة البريطانية (الإنجليزية)